# Имитационное моделирование сложных систем
Имитационные модели связаны не с аналитическим представлением, а с принципом имитации с помощью информационных и программных средств сложных процессов и систем в самом сложном аспекте — динамическом.

## Основные понятия имитационного моделирования сложных систем
Устройство (средство) — элемент имитационной модели, который позволяет провести имитацию процесса обслуживания.
- простые (одноканальные) — обслуживают одновременно одну заявку
- сложные (многоканальные) — позволяют одновременно обслуживать несколько заявок.

Устройствам задаются приоритеты:
- абсолютные (более приоритетная заявка прерывает обслуживание текущей заявки)
- относительные (заявка большего приоритета ожидает окончания обслуживания текущей заявки).

Заявка — инициирует начало какого-либо процесса в системе.
Заявка характеризуется внутренней структурой: одиночная/групповая (группа однотипных заявок).
Генератор заявок — описывает законы поступления заявок в систему:
1. детерминированные (четко определяют время поступления заявки в систему)
2. вероятностные (можно использовать нормальное, равномерное, экспоненциальное и др.)

Задачи — представляют собой любую активность — элемент процесса
Очередь — элемент модели, который отображает пассивность и производит статистическое накопление результатов. Очередь включает заявки, которые по каким либо причинам не могут быть обслужены. Очереди ставятся перед каждым устройством, на входе системы, на выходе либо в точках, которые являются потенциальными «узкими» местами в системе, либо в этой точке необходимо провести дополнительное накопление результата.
Процесс — то, для чего описывается модель.
- простые: последовательный характер выполнения; минимальное количество типов заявок и условий инициации процесса и обслуживания заявок; наличии простых устройств в обслуживании.
- сложные: описываются большим количеством типов заявок; имеют сложные условия развития и инициации; используются сложные, многофазные устройства.

Для описания процесса необходимо знать:
1. заявки, которые с ним связаны
2. характер их поступления в систему (условия инициации самого процесса)
3. устройства, которые связаны с обслуживанием в рамках данного процесса
4. план-график выполнения работ или задач в рамках данного процесса
5. условия связи с другими процессами
6. критерий оценки эффективности

События — связаны с изменением состояния системы и её объектов. События обеспечивают прерывистость процесса. Процесс представляется из набора активностей и пассивностей. Начало каждой активности связано с возникновением события в системе
Системное время: Механизмы учета системного времени:
1. время изменяется равномерно с определённой дискретностью (счетчик времени срабатывает при определённом количестве единиц, при каждом срабатывании возникают события, которые помещаются в специальный список будущих событий. Если время события, находящегося в списке меньше либо равно времени срабатывания счетчика, то событие запускается на выполнение). — неэффективно для большей части систем (счетчик срабатывает вхолостую)
2. скачкообразное изменение времени в соответствии с возникновением событий. Список будущих событий — каждое событие имеет характеристику времени возникновения.

Управляющая программа (монитор) просматривает список будущих событий и извлекает событие, которое находится в вершине, производит:
- изменение значения счетчика времени (времени наступления данного события)
- запуск на выполнения данного события.

## Случайные факторы в моделировании
Источники появления случайных факторов могут быть внешними и внутренними.
Для моделирования случайных факторов необходимо знать закон, по которому изменяются случайные факторы. Данный закон обычно задается при помощи соответствующих теоретических либо эмпирических функций распределения. При этом необходимо использовать генераторы псевдослучайных чисел для имитации случайности тех или иных событий.

## Примеры моделей
Имитационное моделирование сложных систем применяется в управлении слабоструктурированными системами, к которым можно отнести региональные социально-экономические системы. В частности, может рассматриваться «создание современной информационной инфраструктуры для задач управления инновационным и безопасным развитием региона», на примере Арктической зоны Российской Федерации и территории Мурманской области.